# Nicolas Tertulian
Nicolas Tertulian (nacido como Nathan Veinstein, Iași, Rumania, 12 de marzo de 1929-Suresnes, Francia, 11 de septiembre de 2019) fue un filósofo especialista en la obra de György Lukács y agudo crítico de Martin Heidegger, así como de Carl Schmitt; publicó también análisis sobre Nicolai Hartmann, Theodor W. Adorno, Benedetto Croce y Jean-Paul Sartre.

## Biografía
Fue profesor de facultad de filosofía de la Universidad de Bucarest hasta 1977, cuando fue destituido por razones políticas. Después fue catedrático sin contrato en la Universidad de Heidelberg y en la Universidad de Siena. Desde 1982 fue profesor de la École des Hautes Études en París, donde dirigió el seminario sobre Historia del Pensamiento Alemán.
Fue miembro de los consejos de redacción de las revistas L'Homme et la Société y Revue d'Esthétique; del colectivo de editores de la revista Actuel Marx; del comité directivo de la Internationale Gesellschaft für Philosophie Dialektische. Societas hegeliana. Fue uno de los fundadores del Institut für Sozialwissenschaften Lukács, que funciona en la Universidad de Paderborn, en Alemania.

## Obras principales
- Explicarea omului (con Mihai Ralea (preface), 1972, Editura Minerva)
- Georges Lukács: étapes de sa pensée esthétique (1980, Le Sycomore)
- L'Ontologie" de Georges Lukács (1984, A.Colin)
- Une révolution qui a balayé le double héritage d'un lourd passé (1990, La Quinzaine littéraire)
- György Lukács: ética, estética y ontología (compilado por Miguel Vedda y Antonino Infranca, 2007, Colihue)